# Moskvîteanivka, Polonne
Moskvîteanivka (în ucraineană Москвитянівка) este un sat în comuna Mala Șkarivka din raionul Polonne, regiunea Hmelnîțkîi, Ucraina.

## Demografie
Componența lingvistică a localității Moskvîteanivka
     Ucraineană (99,53%)
     Alte limbi (0,47%)
Conform recensământului din 2001, majoritatea populației localității Moskvîteanivka era vorbitoare de ucraineană (99,53%), existând în minoritate și vorbitori de alte limbi.